# Kelsea
| Совокупная оценка | Совокупная оценка |
| Источник          | Оценка            |
| ----------------- | ----------------- |
| Album of the Year | 71/100            |
| Оценки критиков   |                   |
| Источник          | Оценка            |
| AllMusic          | [ 7 ]             |
| The Independent   | [ 8 ]             |
| Rolling Stone     | [ 9 ]             |
| Spectrum Culture  | 3.25/5            |
| The Times         | [ 11 ]            |

Kelsea — третий студийный альбом американской кантри-певицы Келси Баллерини, вышедший 20 марта 2020 года на лейбле Black River. Продюсером были Баллерини, Jesse Frasure, Jimmy Robbins, Ross Copperman и Шейн Маканалли. Диск Баллерини дебютировал на вторых местах в американском чарте Top Country Albums и в британском кантри-чарте, а также на 12-м в Billboard 200.

## Об альбоме
В июле 2019 года Баллерини объявила через Instagram, что её третий альбом готов. Название альбома и дата его выпуска были объявлены 20 января 2020 года. Трек-лист альбома был обнародован 27 февраля 2020 года.
Альбом получил положительные отзывы музыкальных критиков и интернет-изданий: AllMusic, Rolling Stone.

## Синглы
С альбома было издано три официальных сингла: «Homecoming Queen?», «The Other Girl», «Hole in the Bottle». Лид-сингл «Homecoming Queen?» вышел 6 сентября 2019, а в ноябре певица спела эту песню на церемонии 53rd Annual Country Music Association Awards.
«The Other Girl», записанный совместно с американской певицей Холзи вышел 20 апреля 2020 года в качестве второго альбомного сингла.
28 февраля 2020 года вышел промосингл «Hole in the Bottle», но позднее он был заявлен официальным третьим синглом с 27 мая 2020 года.

## Список композиций
| №                   | Название                                        | Автор(ы)                                                                                  | Длительность |
| ------------------- | ----------------------------------------------- | ----------------------------------------------------------------------------------------- | ------------ |
| 1.                  | «Overshare»                                     | Келси Баллерини Jesse Frasure Джош Осборн Тейлор Паркс                                    | 2:50         |
| 2.                  | «Club»                                          | Баллерини Nicolle Galyon Jimmy Robbins                                                    | 3:01         |
| 3.                  | «Homecoming Queen?»                             | Баллерини Galyon Robbins                                                                  | 2:48         |
| 4.                  | «The Other Girl» (с Холзи)                      | Баллерини Ross Copperman Шейн Маканалли Эшли Николетт Франджипани                         | 3:21         |
| 5.                  | «Love Me Like a Girl»                           | Баллерини Copperman Lauren Grieve Хиллари Линдси Jordan Minton                            | 2:57         |
| 6.                  | «Love and Hate»                                 | Баллерини Copperman Эд Ширан                                                              | 2:58         |
| 7.                  | «Bragger»                                       | Баллерини Copperman Galyon McAnally Robbins                                               | 2:46         |
| 8.                  | «Hole in the Bottle»                            | Баллерини Frasure Линдси Эшли Горли Steph Jones                                           | 2:36         |
| 9.                  | «Half of My Hometown» (при участии Кенни Чесни) | Баллерини Copperman Galyon Маканалли Robbins                                              | 3:52         |
| 10.                 | «The Way I Used To»                             | Баллерини Jones Julian Bunetta Ian Kirkpatrick Samuel George Lewis Marcus Lomax Cass Lowe | 3:15         |
| 11.                 | «Needy»                                         | Баллерини Copperman Джулия Майклз                                                         | 3:12         |
| 12.                 | «A Country Song»                                | Баллерини Galyon Robbins                                                                  | 3:13         |
| 13.                 | «LA»                                            | Ballerini                                                                                 | 2:47         |
| Общая длительность: | Общая длительность:                             | Общая длительность:                                                                       | 39:36        |

## Позиции в чартах
| Чарт (2020)                                  | Высшая позиция |
| -------------------------------------------- | -------------- |
| Австралия (ARIA)                             | 27             |
| Австралия Country Albums (ARIA)              | 4              |
| Канада (Canadian Albums Chart)               | 23             |
| Шотландия (Scottish Albums Chart)            | 14             |
| Великобритания (UK Albums Chart)             | 84             |
| Великобритания (UK Country Albums Chart)     | 2              |
| Великобритания (UK Independent Albums Chart) | 6              |
| США (Billboard 200)                          | 12             |
| США (Billboard Independent Albums)           | 2              |
| США (Billboard Top Country Albums)           | 2              |

## Сертификации
| Регион                                                                      | Сертификация | Продажи |
| --------------------------------------------------------------------------- | ------------ | ------- |
| США (RIAA)                                                                  | Золотой      | 500 000 |
| Данные о продажах + прослушиваниях приведены только на основе сертификации. |              |         |